# Northrop Corporation
Pour les articles homonymes, voir Northrop (homonymie).
Northrop Corporation était un constructeur aéronautique important aux États-Unis dont le siège social était à Hawthorne (Californie).
Fondé en 1939, Northrop Corporation a fusionné avec Grumman en 1994, pour former Northrop Grumman Corporation.

## Historique
John Knudsen Northrop (surnommé plus tard Jack Northrop) avait quitté l'école en 1913 avec un simple baccalauréat. 
En 1916, à vingt ans, il travaillait comme mécanicien automobile à Santa Barbara, à peu de distance d'un atelier où les frères Allan et Malcolm Loughead, dont le nom allait bientôt être ré-orthographié Lockheed, dessinaient les plans de leur futur hydravion, le F-1. Remarqué par les deux frères, le jeune Northrop fut rapidement intégré à l'équipe : des trois hommes, il était le plus instruit en calcul (Allan Loughead était un commercial passionné par le pilotage, et Malcolm un passionné de bricolage) et fit bénéficier l'équipe de sa connaissance de la résistance des matériaux.
En 1927 John Northrop rejoint Allan Lockheed qui crée Lockheed Aircraft Company, à Hollywood, Californie.
Cette même année, vola pour la première fois un monomoteur à aile haute non haubanée conçu par le jeune Jack Northrop, le célèbre Lockheed Vega, très apprécié de pilotes renommés comme Amelia Earhart, et qui connut aussitôt un bon succès commercial. Il pouvait emporter quatre passagers à 170 km/h sur une distance de 900 kilomètres.
En 1928, John Northrop crée Avion Corporation qui deviendra peu de temps après (1929) une division du géant United Aircraft and Transport Corporation (futur Boeing).
En 1932, au plus fort de la Crise de 1929, John Northrop refuse le plan de consolidation du groupe (transfert de son usine au Kansas) : il rompt avec United et forme une nouvelle Northrop Corporation en partenariat avec Douglas Aircraft à El Segundo, en Californie (Douglas Aicraft aura 51 % des actions).
En 1938, John Northrop démissionna de Douglas Aircraft. Il désirait se consacrer plus à la recherche et au développement. Son intention était de former une nouvelle société, plus petite, plus libre qu'une grosse entreprise comme Douglas. 
À l'été 1939, alors que la situation politique mondiale, tant en Europe qu'en Extrême-Orient, devient de plus en plus explosive et tendue, John Northrop fonde avec une équipe réduite Northrop Aircraft, Inc.
Ils installent leur siègent et leur usine à Hawthorne, en Californie.
En 1958, Northrop Aircraft deviendra Northrop Corporation.
En 1994, Northrop Corporation rachète Grumman 2,1 milliards de dollars en coiffant au poteau Martin Marietta. La fusion des deux sociétés donne naissance au groupe Northrop Grumman dirigé par Kent Kresa.

## Avions Northrop et Northrop Grumman

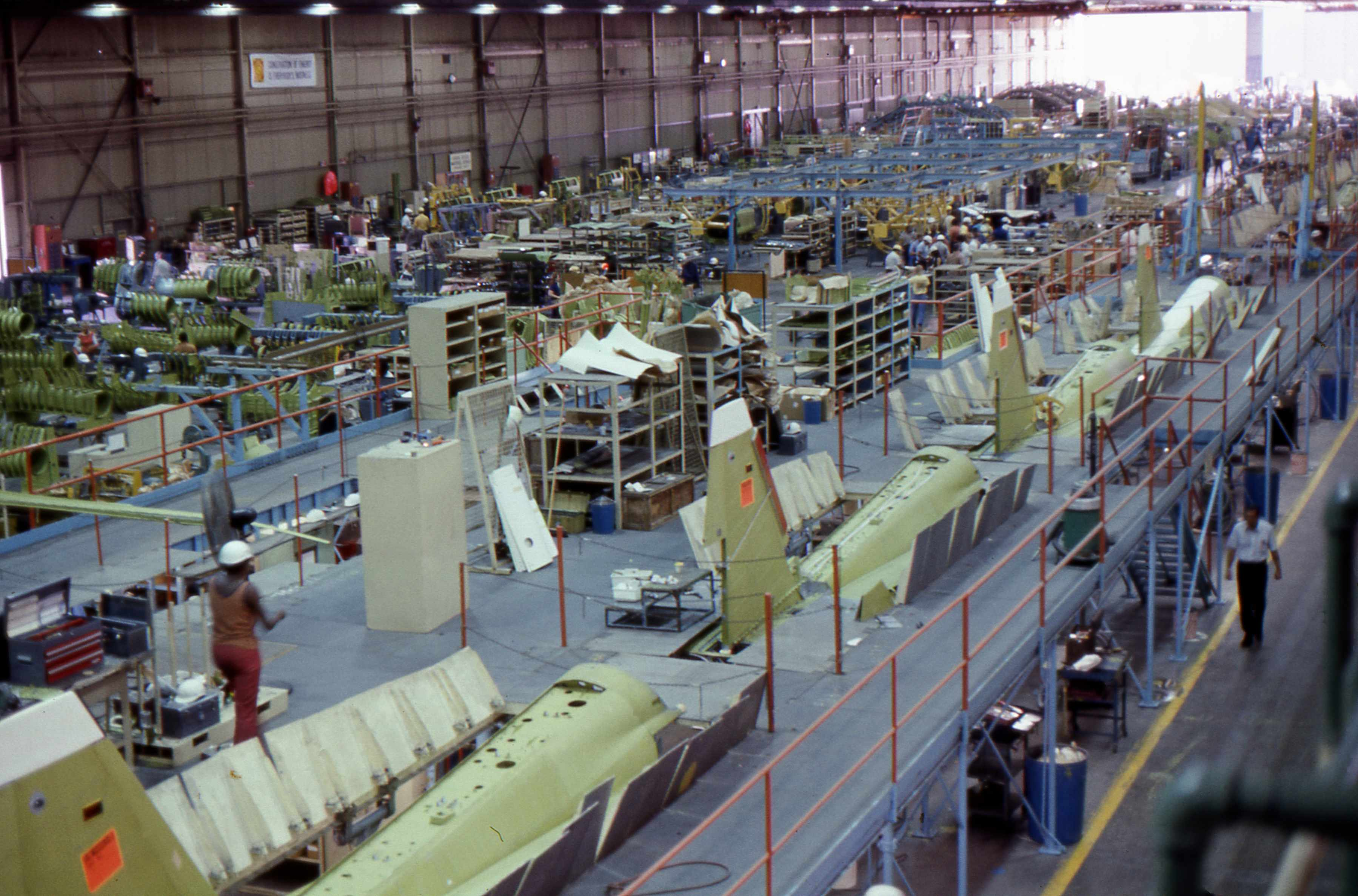
Ligne d'assemblage de F-5E Tiger II en avril 1974 a Hawthorne (Californie).

Dès le début de la Seconde Guerre mondiale, Northrop vit l'intérêt de concevoir des avions dénués de tout empennage et fuselage. Il conçut ainsi le Northrop N-1M, un appareil rendu célèbre par une séquence du film Les Aventuriers de l'arche perdue.